# 中原温泉
中原温泉（なかはらおんせん）は、山口県周南市にある温泉。

## 泉質
ナトリウム-塩化物-炭酸水素塩冷鉱泉（炭酸水素塩泉）。入浴用のため加温しているが、浴槽の蛇口をひねれば源泉が注がれる。黄金色のにごり湯で、微炭酸味・塩味、金気臭・微硫黄臭。

## 周辺環境
周南市金峰地区の錦川流域にある。周辺には果樹園がある。

## 歴史
平成12年（2000年）頃に、周南市で建設業を営む森田和夫が、井戸掘りの最中に偶然発見した。日帰り入浴はなく、完全貸切温泉で事前予約が必要となる。

## アクセス
熊毛インターチェンジから車で約40分。